# Оверолл
«Оверолл» (англ. Overall — буквально «повсюду», «повсеместно»; подразумевается способность проходить везде) — быстросъёмные гусеничные ленты, предназначавшиеся для трёхосных бронеавтомобилей РККА БА-И, БА-3, БА-6, БА-10 и БА-11, а также машин на их базе.
Ленты перевозились на корпусе или задних крыльях бронеавтомобиля (в ряде случаев для них имелись специальные ящики) и при возникновении необходимости повышения проходимости машины могли быть быстро надеты поверх ведущих колёс среднего и заднего мостов, таким образом превращая колёсную машину в полугусеничную.
Гусеничные ленты типа «Оверолл» получили широкое распространение в межвоенный период, применяясь на средних и тяжёлых бронеавтомобилях РККА. Впоследствии гусеничные ленты вышли из употребления вместе с неполноприводными трёхосными бронеавтомобилями.
В настоящее время происходит возрождение применения быстросъёмных гусеничных лент на трёх и 4-осных грузовых автомобилях с ведущей задней тележкой.